# Rossiter
Rossiter és una concentració de població designada pel cens dels Estats Units a l'estat de Pennsilvània. Segons el cens del 2000 tenia 790 habitants.

## Demografia
Segons el cens del 2000, Rossiter tenia 790 habitants, 249 habitatges, i 169 famílies. La densitat de població era de 164 habitants/km².
Dels 249 habitatges en un 31,7% hi vivien nens de menys de 18 anys, en un 47,4% hi vivien parelles casades, en un 14,1% dones solteres, i en un 32,1% no eren unitats familiars. En el 27,3% dels habitatges hi vivien persones soles el 18,1% de les quals corresponia a persones de 65 anys o més que vivien soles. El nombre mitjà de persones vivint en cada habitatge era de 2,53 i el nombre mitjà de persones que vivien en cada família era de 3,07.
Per edats la població es repartia de la següent manera: un 20,5% tenia menys de 18 anys, un 5,4% entre 18 i 24, un 25,7% entre 25 i 44, un 22,8% de 45 a 60 i un 25,6% 65 anys o més.
L'edat mediana era de 44 anys. Per cada 100 dones de 18 o més anys hi havia 101,9 homes.
La renda mediana per habitatge era de 25.577 $ i la renda mediana per família de 31.167 $. Els homes tenien una renda mediana de 24.000 $ mentre que les dones 18.333 $. La renda per capita de la població era d'11.931 $. Entorn del 16,5% de les famílies i el 18,7% de la població estaven per davall del llindar de pobresa.

## Poblacions més properes
El següent diagrama mostra les poblacions més properes.